# استان کیروف

مکان استان کیروف بر روی نقشه روسیه

استان کیروف (به روسی: Ки́ровская о́бласть) یکی از تقسیم‌بندی‌های فدرال روسیه می‌باشد. مرکز این استان شهر کیروف می‌باشد.